# Draba norvegica
Draba norvegica là một loài thực vật có hoa trong họ Cải. Loài này được Gunnerus mô tả khoa học đầu tiên năm 1772.